# Чеккерини, Массимо
Массимо Чеккерини (итал. Massimo Ceccherini; род. 23 мая 1965, Флоренция) — итальянский актёр, кинорежиссёр, комик и сценарист. Трёхкратный номинант на премию «Давид ди Донателло» (1997, 1998, 2020).

## Биография
Родился во Флоренции в 1965 году. Сын штукатура.
Чеккерини впервые появился на телевидении в программе «Ла Коррида» и в течение многих лет занимался карьерой вместе со своим другом комиком Алессандро Пачи. Он стал известен телезрителям благодаря шоу-кабаре телекомпании Videomusic «Ария Фреска», ведущим которого был Карло Конти. Свою первую главную роль в кино актёр получил в 1990 году, сыграв в трагикомедии режиссёра Алессандро Бенвенути «Добро пожаловать в дом Гори».
В 1994 году вместе с Паоло Вилладжо Чеккерини появился в фильме «Дорогие проклятые друзья» режиссёра Марио Моничелли.
Он также сыграл практически во всех фильмах своего друга Леонардо Пьераччони. Именно роли в его комедиях «Ураган» и «Фейерверк» принесли Массимо две номинации на «Давид ди Донателло» в категории «Лучшая мужская роль второго плана».
С 1999 года Чеккерини является сценаристом кино. На данном поприще наиболее известен сотрудничеством с Маттео Гарроне над его фильмами «Пиноккио» и «Я — капитан».
В качестве режиссёра он снял шесть полнометражных картин.